# Internet Group Management Protocol
Internet Group Management Protocol (IGMP) là giao thức truyền thông được sử dụng bởi máy chủ và bộ định tuyến lân cận trên mạng IPv4 để thiết lập tư cách thành viên nhóm đa hướng. IGMP là một phần không thể thiếu của IP multicast.
IGMP có thể được sử dụng cho các ứng dụng mạng một-nhiều như streaming video trực tuyến và chơi game, và cho phép sử dụng hiệu quả hơn các nguồn tài nguyên khi hỗ trợ các loại ứng dụng này.
IGMP được sử dụng trên các mạng IPv4. Quản lý đa hướng trên mạng IPv6 được xử lý bởi Multicast Listener Discovery (MLD) là một phần của ICMPv6 trái ngược với việc đóng gói IP của IGMP.